# 克羅伊森河 (海德納布河支流)
49°41′24.72″N 11°57′21.32″E / 49.6902000°N 11.9559222°E

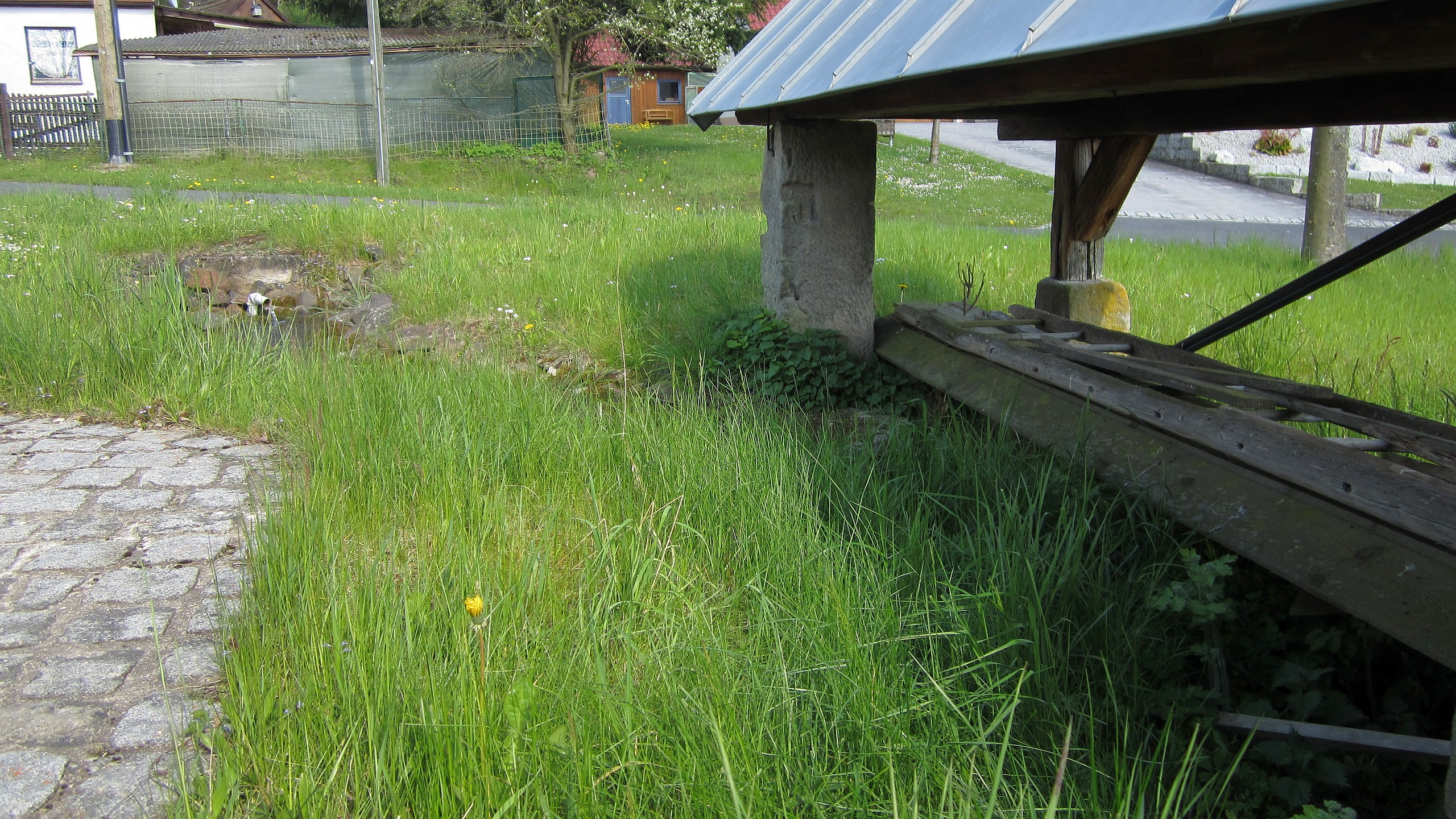

克羅伊森河（德語：Creußen），是德國的河流，位於該國東南部，由巴伐利亞負責管轄，屬於海德納布河的右支流，河道全長34.7公里，流域面積233.7平方公里。